# Nagi Daifullah
Nagi Daifullah (in arabo ناجي ضيف الله (1949 – 15 agosto 1973) è stato un sindacalista statunitense di origine yemenita.
Appartenente all'United Farm Workers, fu il leader dello sciopero dei viticoltori del 1973 organizzato da Cesar Chavez. Daifalluh è riconosciuto come uno dei più importanti sindacalisti arabi negli Stati Uniti: Daifullah parlava arabo, inglese e spagnolo ed era un importante membro del sindacato non solo per la capacità di organizzazione la comunità yemenita, ma anche per il suo lavoro nel superamento delle barriere etniche e linguistiche tra i lavoratori. Un rapporto dell'UFW infatti commenta l'importanza di Daifullah come leader dello sciopero:

## Morte
Daifullah fu ucciso nelle prime ore del 14 agosto 1973 all'età di 24 anni dalla polizia della contea di Kern. All'una e mezza di notte circa, un gruppo di quindici sindacalisti dell'UFW stavano trascorrendo la serata presso la Smokehouse Cafe di Lamont. Sul luogo arrivò un'autopattuglia della polizia della contea di Kern. Uno dei tre agenti a bordo dell'auto, Gilbert Cooper, cominciò a infastidire Frank Quintana, un leader dei picchetti del sindacato. Cooper tentò di arrestare Quintana, che in quel momento si trovava semplicemente fuori dal caffè, con l'accusa di disturbo alla quiete pubblica. Tale capo di imputazione era normalmente usato dalla polizia durante la stagione degli scioperi, per disturbare o arrestare i capitani di picchetto e danneggiare la campagna dei sindacalisti. I contadini presenti, osservando l'evolversi della situazione, cominciarono a protestare. Nel bel mezzo dello scontro, Cooper individuò Daifullah e si avvicinò a lui. Daifullah quindi cominciò a scappare, ma fu raggiunto da Cooper, che senza preavviso, lo colpì di spalle alla testa con la sua torcia di metallo.
Daifullah, riverso a terra, perse conoscenza e cominciò a sanguinare copiosamente. Gli altri agenti presero il corpo del giovane e lo trascinarono per sessanta metri lungo il marciapiede, lasciando poi sul posto. Tre uomini che tentarono di aiutare il giovane furono arrestati, e i poliziotti andarono via senza chiamare un'ambulanza. I soccorsi furono allertati da un cittadino privato. Daifullah morì il 15 agosto per gravi danni cerebrali e emorragia di sangue. L'autopsia effettuata dai coroner della polizia classificarono la morte come conseguenza di un incidente. Oltre 700 persone, fra lavoratori e di iscritti al sindacato parteciparono al funerale, accompagnando il feretro sino all'aeroporto di Bakersfield. Il corpo fu poi riportato in Yemen per avere degna sepoltura.

## Eredità
Una mostra di spicco presso l'Arab American Museum di Dearborn, nel Michigan lo omaggiò e il gruppo democratico della Contea di Orange istituì un premio per la giustizia sociale in suo onore. Addetti alle pulizie yemeniti, nicaraguensi e cinesi che in California stavano lottando per organizzarsi con il Service Employees International Union (SEIU) attinsero dall'eredità di Nagi Daifalluh durante la loro campagna.